# Die History Boys – Fürs Leben lernen
Die History Boys – Fürs Leben lernen ist ein Spielfilm des britischen Regisseurs Nicholas Hytner aus dem Jahr 2006. Die Tragikomödie basiert auf dem preisgekrönten Theaterstück The History Boys von Alan Bennett, der für die Filmversion auch das Drehbuch schrieb und wurde von Free Range Films, der BBC, DNA Films, dem Royal National Theatre und dem UK Film Council produziert. Der Film feierte seine Premiere in Großbritannien am 6. Oktober 2006. Am 17. Mai 2007 ist er in den deutschen Kinos gestartet.

## Handlung
Der Film spielt an der Cutler’s Schule, einer fiktiven privaten Grammar School in Yorkshire. Eine Gruppe von Eliteschülern mit dem fachlichen Schwerpunkt Geschichte bereiten sich unter der Führung der Lehrer „Hector“ (Allgemeine Studien), Mrs. Lintott, „Totts“ (Geschichte), und Irwin nach den A-Levels auf die Aufnahmeprüfungen in Oxford und Cambridge vor. Der Direktor hofft, dass sie alle ein Oxford-Stipendium  bekommen und damit der Ruf der Schule verbessert wird.
Der beleibte ältere „Mr. Hector“ – ein Spitzname – vermittelt den Schülern, dass es notwendig sei, ein Gefühl für das zu bekommen, was man tut. So spielen sie zum Beispiel im Unterricht berühmte Szenen aus Literatur und Film nach. Sie müssen Gedichte und Lieder auswendig lernen und vortragen. Er meint, dass eine umfassende Bildung nicht nur für die Schule, sondern für das Leben wichtig ist. Der Rektor der Schule ist über Hectors Methoden nicht glücklich, lässt sich aber von ihm einschüchtern. Als er Irwin den Schülern vorstellt, sind diese gerade dabei, eine Szene in einem französischen Bordell nachzuspielen, wofür Dakin, der einen Freier spielt, seine Hosen ausgezogen hat. Hector gibt vor, sie spielten eine Szene in einem belgischen Hospital während des Ersten Weltkriegs. Unterrichtsziel sei es, nur Französisch zu sprechen. Der Rektor lässt sich darauf ein, spricht aber schlecht Französisch und ist gegenüber Hector im Nachteil, während Irwin die Sprache sehr gut beherrscht.
Nach dem Unterricht nimmt der verheiratete Hector manchmal einen Schüler auf seinem Motorrad mit, um ihn unterwegs zu „begrapschen“. Die Schüler nehmen das als lästiges aber durchaus übliches Ärgernis hin. Sie haben ihre Taktiken entwickelt, dass er nicht „zu weit geht“, über die sie sich frei austauschen. Nur den homosexuellen Posner verschont er, obwohl dieser sich mehrfach als Mitfahrer anbietet. Nach Meinung seiner Mitschüler ist Posner noch „zu jung“.
Irwin ist angeblich ein Oxford-Absolvent, der vom Direktor beauftragt wurde, die Schüler auf die Aufnahmeprüfungen vorzubereiten. Er vertritt eine andere Lehrmethode: Ihm ist wichtig, dass die Schüler differenziert und distanziert zu denken lernen und es ihnen gelingt, die Prüfer durch originelle Ideen zu beeindrucken. Auch Mogeln und Bluffen sei erlaubt. Allgemeinbildung dient ihm nur als Fundus für originelle Einleitungen und von „Häppchen“, um damit Aufsätze zu garnieren und aufzuwerten. Der Direktor stellt dem ehrgeizigen aber gehemmten Irwin eine feste Anstellung in Aussicht.
Die Schüler sind von Irwins Intellekt beeindruckt, haben aber nach wie vor Zuneigung zu Hector, auch wenn sie von dessen Unterrichtsmethoden verwirrt sind. Der schüchterne Posner beichtet Irwin seine Homosexualität und seine Zuneigung zu dem Klassenkameraden Dakin. Währenddessen wird Hector von einer Schülerlotsin dabei beobachtet, wie er an einer roten Ampel einen Schüler, der auf seinem Motorrad mitfährt, unsittlich berührt; sie meldet dies dem Direktor. Dieser will einen Skandal vermeiden, zwingt Hector aber, einer Frühpensionierung zuzustimmen. Zudem muss er nun seine Stunden mit Irwin teilen. Da Dakin eine Affäre mit der jungen Schulsekretärin Fiona hat, wissen die Schüler darüber Bescheid. Hector bricht vor der Klasse weinend zusammen.
Nach den erfolgreichen A-Levels und den Interviews bekommt jeder der Studenten ein Oxford-Stipendium, auch der ungeschliffene rugbybegeisterte Rudge, dessen Vater als Portier in Oxford gearbeitet hatte. Ihm wird bereits nach dem Interview ein Studienplatz offeriert, während alle anderen auf ihren Brief warten müssen. In kurzen Szenen wird dabei ihr familiärer Hintergrund dargestellt. In Oxford forscht Dakin nach und stellt fest, dass Irwin nie in Corpus Christi studiert hat.
Nach der Feier zu Ehren ihres Erfolgs fordert Dakin Irwin zu Oralverkehr auf, obwohl er selbst heterosexuell ist, und provoziert ihn so dazu, seine Homosexualität einzugestehen. Außerdem lässt er den Schwindel mit dem Oxford-Studiums auffliegen. Irwin gesteht, „nur“ in Bristol studiert zu haben und Oxford lediglich im Rahmen seiner Lehrerausbildung besucht zu haben.
Dakin fordert danach den Direktor auf, ihm den Unterschied zwischen Hectors Vergehen und dessen eigenem fortgesetzten Begrabschen der Sekretärin zu erklären, worauf dieser, in die Enge getrieben, die Frühpensionierung Hectors zurücknimmt. Hector fährt glücklich nach Hause und nimmt Irwin auf dem Rücksitz seines Motorrads mit. Auf der Heimfahrt kommt es zu einem Unfall, bei dem Hector stirbt. Die Stimme aus dem Off spekuliert darüber, dass dies auf einen Fehler des unerfahrenen Irwin zurückgehen könnte, der sich bei dem Unfall ein Bein bricht und eine Kurzzeitamnesie erleidet – er erinnert sich nicht mehr an sein Coming-out gegenüber Dakin.
Der Film endet mit der Trauerfeier für Hector, bei dem die ehemaligen Schüler für ihn singen. In einer Art Nachspann berichtet Mrs. Lintott über die zukünftige Karriere der Absolventen. Sie werden nach dem Studium Steueranwalt (Dakin), Bauunternehmer (Rudge), Friedensrichter (Crowther), Schuldirektor (Akthar), Offizier (Lockwood), Journalist (Scripps), Timms Besitzer einer Reinigungskette und Posner wird Geschichtslehrer. Im Unterricht sowie im Umgang mit den Schülern wählt er dabei denselben Ansatz wie Hector, verzichtet allerdings auf die sexuelle Belästigung. Irwin hat das Lehramt aufgegeben und arbeitet als Fernsehjournalist.

## Themen
Der Coming-of-Age-Film mischt komische und tragische Elemente. Er befasst sich mit den besonderen Problemen des englischen Bildungssystems, des Erwachsenwerdens in Jungeninternaten und deren von Männern dominierten Atmosphäre. Frauen, wie  Mrs. Lintott, spielen nur am Rand eine Rolle. Kurz tritt eine Kunstlehrerin auf, die den Schülern – mit Absicht oder durch Zufall – Werke schwuler Künstler präsentiert, was von den Schülern sofort thematisiert und am Beispiel von Michelangelos Frauenstatuen („Männerkörper mit Titten“) diskutiert wird.
Die Szenen spielen meist innerhalb der Schule, nur bei einem Klassenausflug nach Fountains Abbey und während der Prüfungen in Oxford wechselt der Schauplatz.

## Hintergrund
Die Rolle Posners mit seinem unerwiderten Begehren nach Dakin und der späteren Entwicklung zum Erwachsenen gehen auf Erlebnisse des Autors Bennett zurück.

## Entstehungsgeschichte
Die dem Film zu Grunde liegende Theaterproduktion hatte am 18. Mai 2004 im Londoner Royal National Theatre Premiere und wurde sowohl beim Publikum als auch bei der Kritik ein großer Erfolg. Anfang 2005 ging die Produktion auf Tournee durch Großbritannien, Hongkong, Wellington (Neuseeland), Sydney und schließlich zum Broadway nach New York, wo das Stück mit sechs Tony Awards ausgezeichnet wurde. Die Filmadaption, die mit der originalen Theatercrew besetzt wurde, startete einen Monat nach dem britischen Kinostart im November 2006 in den US-amerikanischen Kinos.

## Kritiken
„Er (der Film) hat einen Fluss und eine Innigkeit, die der oftmals unbeholfenen Theaterversion fehlte.“

„Eine überschwänglich unkonventionelle, aber getreue Filmversion von Alan Bennetts meisterhaftem Theaterhit über Erziehung, Leistungsklasse, Geschlechtsverkehr, Liebe, Tod, Erinnerung und das oft ebenso fantastische Ding, das wir Geschichte nennen.“

## Auszeichnungen
Die History Boys – Fürs Leben lernen konnte nicht an den großen Erfolg des Theaterstücks anknüpfen, das in Großbritannien unter anderem mit dem renommierten Laurence Olivier Award in drei Kategorien ausgezeichnet worden war. Hauptdarsteller Richard Griffiths und Nebendarstellerin Frances de la Tour wurden 2007 für den British Academy Film Award nominiert, wo sie gegenüber den späteren Oscar-Preisträgern Forest Whitaker (Der letzte König von Schottland – In den Fängen der Macht) und Jennifer Hudson (Dreamgirls) das Nachsehen hatten. Die Tragikomödie war 2006 zudem in vier Kategorien für den British Independent Film Award nominiert (Frances de la Tour als beste Hauptdarstellerin, Alan Bennett für das beste Drehbuch und Samuel Barnett und Dominic Cooper als beste Nachwuchsdarsteller).

## Popkulturelle Verarbeitung
In der britisch-amerikanischen Comedy-Fernsehserie Episodes verkörpert der Darsteller des „Mr. Hector“ aus The History Boys, Richard Griffiths, den fiktiven Schauspieler Julian Bullard, der wiederum in der fiktiven britischen Comedy-Serie Lyman's Boys, die in Episodes für den amerikanischen Serienmarkt angepasst werden soll, den Headmaster einer englischen Boarding School spielt. In der zweiten Folge von Episodes muss Julian Bullard bei der Leitung des amerikanischen Senders, der die Serie für den amerikanischen Markt adaptieren will, ein Vorsprechen absolvieren, bei dem er vom diktatorischen Senderleiter als zu „englisch klingend“ abgelehnt wird. Der stattdessen später für die Rolle besetzte Matt LeBlanc, der in Episodes sein Alter Ego spielt, konfrontiert die Autoren von Lyman's Boys damit, dass es sich bei den Lyman's Boys um einen Abklatsch von The History Boys handele, was diese vehement, aber nicht sehr überzeugend verneinen. Matt LeBlanc kommentiert dies mit den Worten: „So it's History Boys meeting you saying it's not History Boys.“